# Norman Steenrod
Norman Earl Steenrod (1910-1971) est un mathématicien américain connu pour ses travaux en topologie algébrique.

## Biographie
Steenrod a commencé ses études aux universités de Miami et du Michigan (B. A. en 1932). Après une maîtrise à Harvard en 1934, il a préparé à Princeton son Ph. D., sous la direction de Solomon Lefschetz, et l'a soutenu en 1936. Il a enseigné à l'université de Chicago de 1939 à 1942, à celle du Michigan de 1942 à 1947, puis à Princeton jusqu'à sa retraite.

## Œuvre
Grâce à Lefschetz et d'autres, le cup-produit en cohomologie était compris depuis les années 1940. Steenrod a réussi à définir des opérations d'un groupe de cohomologie dans un autre (les « carrés de Steenrod (en) ») généralisant ce cup-produit. Cette structure additionnelle faisait de la cohomologie un invariant plus fin. Les opérations cohomologiques (en) de Steenrod forment une algèbre (non commutative), l'algèbre de Steenrod (en).
Son livre sur la topologie des fibrés est un ouvrage de référence.
Avec Samuel Eilenberg, il a fondé l'approche axiomatique de l'homologie.

## Sélection de publications
- (en) The Topology of Fibre Bundles, PUP, 1951[3]
- (en) (avec S. Eilenberg), Foundations of Algebraic Topology, PUP, 1952
- (en) David B. A. Epstein (ed.), Cohomology operations, PUP, coll. « Annals of Mathematics Studies » (no 50), 1962, 138 p. (ISBN 978-0-691-07924-0, lire en ligne)[4]